# Corinthic
Le Corinthic est un paquebot-mixte de la White Star Line. Jumeau de l'Athenic et de l'Ionic, il est mis en service en 1902 sur la ligne Londres—Wellington (Nouvelle-Zélande), qu'il assure en service conjoint pour sa compagnie et la Shaw, Savill & Albion Line. Équipé de cales frigorifiques, le navire assure à la fois le transport de passagers et de marchandises, notamment de la viande. Pendant plus de dix ans, il assure son service sans incident.
Durant la Première Guerre mondiale, il ne change pas d'affectation. Sous l'effet du Liner Requisition Scheme en 1917, le navire sert l'effort de guerre en amenant au Royaume-Uni des cargaisons de viande et des troupes néo-zélandaises. Il reprend son service civil en 1920, en passant cette fois-ci par le canal de Panama. Sa carrière, durant les années 1920, ne connait aucun incident, et n'est ponctuée que par quelques refontes de ses installations. Après 29 ans de service, il est vendu et démoli en 1931.

## Histoire

### Construction et mise en service
Le Corinthic est le deuxième des trois paquebots de classe Athenic mis en service par la White Star Line en 1920 et 1903. Mis en construction dans les chantiers Harland & Wolff de Belfast, il est lancé le 10 avril 1902, un peu plus d'un mois avant le troisième navire de la série, l'Ionic. Ces trois paquebots-mixtes s'inscrivent dans la lignée de paquebots mis en service en 1882 pour inaugurer un service à destination de la Nouvelle-Zélande. Pour rentabiliser cette opération et minimiser les risques sur une route où la traversée, à la vapeur, dure une quarantaine de jours, la White Star s'est associée à une autre compagnie nouvellement créée, la Shaw, Savill & Albion Line. Le Corinthic et ses jumeaux opèrent dans les mêmes conditions.
La traversée inaugurale du navire débute le 20 novembre 1902, à Londres, et le Corinthic atteint Wellington le 6 janvier suivant. Il acquiert très vite une grande popularité sur la ligne, où il est un des plus grands et luxueux navires avec ses jumeaux. Son trajet passe par Le Cap à l'aller, et par le cap Horn et Rio de Janeiro au retour, et ne varie pas pendant sa première décennie de service, et au-delà.

### Une carrière sans histoire

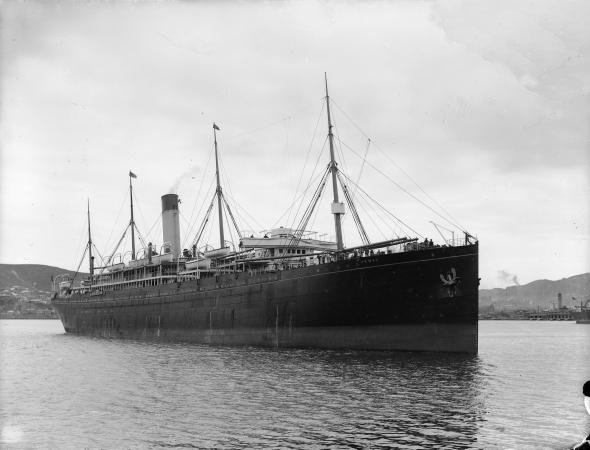
Le Ionic est l'un des jumeaux du Corinthic.

Lorsqu'éclate la Première Guerre mondiale, l'Athenic et l'Ionic sont réquisitionnés pour servir de transports de troupes,. Le Corinthic poursuit, pour sa part son service classique malgré de légères variations. En avril 1916, il fait ainsi une escale à New York lors d'un voyage de retour, et un incendie sans gravité se déclenche à bord alors qu'il est au port. À partir du 23 juin 1917 et jusqu'au 23 juillet 1919, il est opéré dans le cadre du Liner Requisition Scheme britannique. Il reste affecté à la même route et transporte principalement des cargaisons de viande dans ses cales frigorifiques. Il lui arrive toutefois de transporter des soldats dans ses installations de troisième classe, tandis que des passagers continuent à voyager en première et deuxième classe.
Après une rapide refonte, le navire est remis en service le 20 janvier 1920. Sa route est modifiée, de façon qu'il passe désormais par le canal de Panama. Ces années de service sont globalement sans histoires. En 1923, sur la route du retour dans l'Atlantique Nord, il assiste les naufragés du schooner Marguerite Ryan. En 1926, il se lance dans une course contre un navire rival, le Remura, et les deux paquebots ne se perdent pas de vue durant toute la traversée. En 1928, il heurte le croiseur Queen Elizabeth dans le port de Wellington, mais s'en tire sans grands dommages.
Avec la progression de la concurrence, et après plus de 25 ans de carrière, le Corinthic commence toutefois à être daté. En 1929, ses installations sont refondues pour n'héberger que des passagers de classe cabine et de troisième classe. Il effectue sa dernière traversée durant l'été 1931. Il est vendu pour 10 250 livres sterling à un démolisseur, et atteint les chantiers de démolition de Blyth à la fin du mois de décembre. Les opérations se déroulent finalement dans les chantiers de Swan Hunter et se poursuivent jusqu'en 1933. Certains des éléments décoratifs du navire ornent désormais un club maçonnique de Blyth.

## Caractéristiques

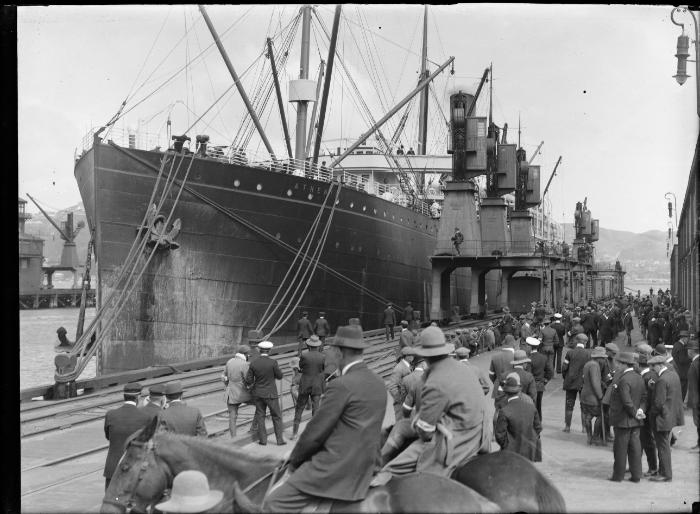
Cette vue de l'Athenic dans le port de Wellington donne une idée des proportions du Corinthic.

Le Corinthic est un des plus grands navires de la ligne néo-zélandaise à son époque, avec 152 mètres sur 19 et 12 231 tonneaux. Le navire est pourvu de quatre mâts (ne pouvant porter de voiles) et d'une unique cheminée aux couleurs de la compagnie (jaune chamois surmonté d'une manchette noire). Il est propulsé par deux hélices mues par des machines à quadruple expansion alimentées par six chaudières. Cela lui permet d'atteindre une vitesse moyenne de 13 à 14 nœuds, pour des traversées d'un peu plus de 40 jours.
Le Corinthic et ses jumeaux se caractérisent par de vastes cales frigorifiques de près de 8 500 mètres cubes. Celles-ci lui permettent de transporter d'importantes quantités de viande tout au long de sa carrière. Ils accordent également une plus grande place aux passagers que jusqu'alors sur cette ligne. Ainsi, les navires peuvent accueillir environ 120 passagers en première classe, autant en deuxième, et 450 passagers de troisième. Les dimensions des navires permettent des ponts promenade plus vastes, ainsi que des pièces communes plus spacieuses. Ces installations garantissent aux navires de classe Athenic un grand succès à leurs débuts sur la ligne.